# الحزب الهندي الماليزي الديمقراطي
الحزب الهندي الماليزي الديمقراطي أو (بالملايوية: Parti Demokratik India Malaysia)‏ كان حزبًا منشقًا عن المؤتمر الهندي الماليزي. تم تشكيل الحزب في 19 أكتوبر 1985 بواسطة داتوك في غوفينداراج، وهو نائب سابق لرئيس المؤتمر من أجل تمثيل مجتمع الأقلية في الهند. لقد انضم داتوك إلى المؤتمر في عام 1946، وتم اختياره ليكون عضوًا في لجنة العمل المركزية في المؤتمر في عام 1978، وانتخب كعضو في البرلمان عن بيلابوهان كلانج في عام 1979، ورئيس المؤتمر في سيلانغور ونائب رئيس المؤتمر المركزي في عام 1981 قبل تعليق عضويته في المؤتمر في عام 1983 وإقالته في وقت لاحق في عام 1984 مما دفعه لتشكيل الحزب الهندي الماليزي الديمقراطي. ومع أن فشل نضاله، لأكثر من عشر سنوات في الانضمام إلى باريسان ناسيونال، أدى إلى حله من قبل مؤسسه ورئيسه، داتوك في غوفينداراج الذي عاد ليكون مع المؤتمر وتم اختياره مرة أخرى كعضو في لجنة العمل المركزية في المؤتمر في 1997 ولكن تم إسقاطه أخيرًا بواسطة داتوك سيري سامي إس. فيلو في عام 2006.